# Alex Cano
Cano  Ardila est un nom espagnol. Le premier nom de famille, en général paternel, est Cano ; le second, en général maternel, souvent omis, est Ardila.
Pour les articles homonymes, voir Cano.
Alex Alberto Cano Ardila, né le 13 mars 1983 à Yarumal en Colombie, est un coureur cycliste colombien. Ses cousins Mauricio et Fader Ardila ont été professionnels. En 2016, il résidait dans la municipalité de Bello, dans le département d'Antioquia.

## Biographie
Vainqueur d'une étape du Baby Giro en 2006, Cano a également remporté le Tour de la Vallée d'Aoste après avoir enlevé deux étapes de montagne. Son équipe ayant en 2011 le statut d'équipe continentale professionnelle, il prend part au Tour de Catalogne. Il achève l'étape qui mène à Andorre à la 6e position, dans le même temps que Christopher Horner et Dan Martin et devant Ivan Basso, son compatriote Rigoberto Urán, Xavier Tondo ou encore Cadel Evans et démontre ainsi ses talents de grimpeur.
Après quelques années sans résultat probant, il prend le départ du Tour du Mexique 2012. Après avoir perdu, lors de la deuxième étape, 8 min 32 s sur Óscar Sevilla, futur vainqueur de l'épreuve, auteur d'une échappée solitaire remarquable, Cano s'échappe le lendemain en compagnie de sept autres coureurs. À 25 km de l'arrivée, trois hommes attaquent pour maintenir un écart avec le peloton. Cano termine troisième, reprenant 26 secondes au leader. Lors de la quatrième étape, il fait mieux puisqu'il remporte l'étape reine de ce Tour, qui se termine par l'ascension du volcan La Malinche. En compagnie de son coéquipier Janier Acevedo, il revient au pied de la dernière difficulté sur les huit échappés matinaux. Il termine en solitaire, 1 min 17 s devant Acevedo (qui n'a pu le suivre qu'un temps) et 1 min 24 s devant le peloton leader. Il se replace ainsi à la 11e du classement général provisoire. Après deux arrivées au sprint, la septième étape est un contre-la-montre en côte, sur les pentes du volcan Ajusco (es), où Cano récidive en gagnant sa seconde étape. Grâce à ce résultat, il finit, le lendemain, à la septième place au classement général final, à 5 min 49 s de Sevilla.

### Année 2013
Après une saison remarquable, Alex Cano reste dans la même formation, malgré la perte du statut d'équipe continentale et d'une baisse drastique du budget. Son début de saison est peu signifiant avec deux places dans les vingt premiers aux arrivées de la Vuelta al Valle et de la Clásica de Fusagasugá.
Une semaine après des résultats décevants à la Vuelta al Tolima, où l'ensemble de l'équipe ne se présente pas au départ de la troisième étape, il en va tout autrement lors de la Clásica de El Carmen de Viboral. Lorsque Ramiro Rincón s'échappe, dans la première étape, Cano fait partie d'un quatuor qui se lance à sa poursuite. Le lendemain, Cano fait mieux et remporte l'étape. Et il sera encore deuxième, derrière Rincón, de l'épreuve chronométrée. Cano assortit sa deuxième place, au classement général final, du trophée de la régularité.

### Depuis 2014
Le 20 mai 2019, l'Union cycliste internationale annonce qu'il est provisoirement suspendu après avoir été notifié d’une violation des règles antidopage (usage d'une substance prohibée) sur la base des anormalités détectées dans son passeport biologique.
Début 2023, il est annoncé comme le nouveau directeur sportif de la formation Orgullo paisa, en remplacement de Héctor Castaño et de son assistant Héctor Iván Palacio.

## Résultats sur les grands tours

### Tour d'Espagne
1 participation
- 2015 : 53e

## Classements mondiaux
| Année            | 2006 | 2007 | 2008 | 2009  | 2010 | 2011  | 2012 | 2013 | 2014 |
| ---------------- | ---- | ---- | ---- | ----- | ---- | ----- | ---- | ---- | ---- |
| UCI America Tour |      |      |      |       |      |       | 89e  | 50e  | 14e  |
| UCI Europe Tour  | 968e | 214e |      | 1047e | 539e | 1206e |      |      |      |